# エドゥアルト・ハイス

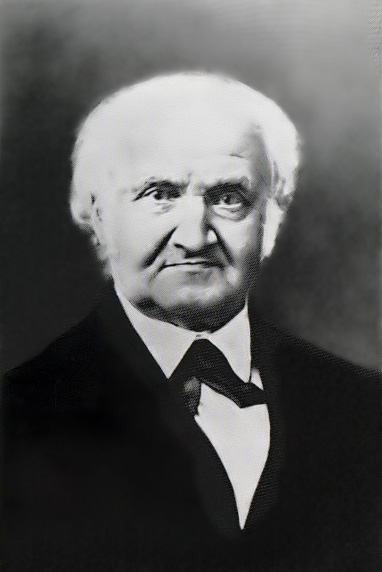
Eduard Heis

エドゥアルト・ハイス（Eduard Heis, 1806年2月18日 - 1877年6月30日）は、ドイツの天文学者・数学者。

## 生涯
ケルンで生まれた。ボン大学に学んだ後、ケルンやアーヘンの大学で数学を教え、1852年にミュンスター大学の教授に任命された。1869年に学長に任じられた。
銀河や黄道光、恒星、流星の観測を行った。著書には、ペロポネソス戦争中におきた食に関するものや、ハレー彗星に関するもの、数学のテキストなどがある。1839年に時間あたり160の流星が観測されたペルセウス座流星群の記録を残し、その後毎年観測された流星の数を記録した。
著書には『アルゲランダー星図 (Uranometria Nova) に基づく星図 Atlas Coelestis Novus (1872)、Zodiakal-Beobachtungen、Sternschnuppen-Beobachtungen、De Magnitudineなどがある。
王立学会などの会員、名誉会員に選ばれたほか、月のクレーターのひとつにもハイスの名前が命名されている。